# Zach Tinker
Zachary Atticus Tinker (New York, 8 maggio 1994) è un attore statunitense.
È noto per il ruolo di Fenmore Baldwin nella soap opera Febbre d'amore e quello di Sonny Kiriakis nella soap opera Il tempo della nostra vita (Days of Our Lives).

## Biografia
Sebbene Tinker sia nato a New York, si è trasferito a Los Angeles quando aveva 3 anni. È il figlio del produttore televisivo e scrittore John Tinker e Lori Mozilo. Lori è un dirigente della Disney ed è di origini italiane. I genitori di Tinker sono divorziati. Attraverso suo padre, Tinker è il nipote del dirigente televisivo Grant Tinker e il nipote del produttore e regista Mark Tinker.
Tinker ha ottenuto il suo primo ruolo televisivo importante nel 2015, quando è apparso in un episodio di Murder in the First di TNT. Successivamente, nel 2016, è stato presente in un episodio di 'My Crazy Ex' e nel film 'Dear Diary, I Died'. Nel 2017, ha fatto un'apparizione significativa in Law & Order True Crime, una drammatizzazione del processo per omicidio di Lyle ed Erik Menéndez.
Nel corso del 2018, Tinker ha fatto diverse apparizioni, tra cui episodi di 'NCIS' della CBS e nella serie 'Turnt' di Facebook Watch. Nel novembre dello stesso anno, è stato annunciato il suo ingresso nel cast di 'Febbre d'amore' nel ruolo di Fenmore Baldwin, a seguito dell'impossibilità dell'attore precedente, Max Ehrich, di riprendere il personaggio. L'esordio del personaggio è avvenuto agli inizi del 2019.
Durante quest'anno, Tinker è apparso anche in un episodio di You're the Worst. Nell'estate del 2019, è stato scelto per interpretare Sam in American Horror Story: 1984, la nona stagione della serie horror antologica. Nel novembre dello stesso anno è stato annunciato il suo ritorno nel ruolo di Fen a partire dal dicembre 2019.
L'11 febbraio 2022, Days of Our Lives ha annunciato che Tinker avrebbe dovuto recitare nel ruolo di Sonny nello spettacolo principale de Il tempo della nostra vita. Tinker ha fatto il suo debutto in Il tempo della nostra vita il 10 marzo 2022 come personaggio regolare fino al 27 dicembre 2022. Nel gennaio 2023, Tinker ha ripreso brevemente il ruolo di Fenmore Baldwin in Febbre d'amore. Il 27 gennaio 2023 è stato annunciato che Tinker si era unito al cast di Fire Country. È tornato a riprendere il ruolo di Sonny in Il tempo della nostra vita ad agosto e settembre 2023. Riprende il ruolo di Sonny a luglio 2024 per qualche puntata.

## Filmografia

### Cinema
- Il diario degli orrori (Dear Diary I Died), regia di Ben Demaree (2016)
- Hollywood Fringe, regia di Megan Huber e Wyatt McDill (2020)
- Days of Our Lives: A Very Salem Christmas, regia di Noel Maxam (2021)
- Laced, regia di Kyle Butenhoff (2023)
- Payment Received, regia di J. Writer Ward (2023)

### Televisione
- Murder in the First – serie TV, episodio 2x01 (2015)
- My Crazy Ex – serie TV, episodio 2x02 (2016)
- Small Shots – serie TV, episodio 1x02 (2017)
- Law & Order True Crime – serie TV, episodi 1x01-1x02-1x05 (2017)
- NCIS - Unità anticrimine (NCIS) – serie TV, episodio 16x03 (2018)
- Turnt – serie TV, episodio 1x33 (2018)
- Febbre d'amore (The Young and the Restless) – soap opera, 23+ episodi (2018-2020, 2023)
- You're the Worst – serie TV, episodio 5x11 (2019)
- Flat Dad, regia di Simon Sager e Jakob Zieman – film TV (2019)
- American Horror Story – serie TV, episodi 9x02-9x04 (2019)
- L'eredità di Sharon (Two Turtle Doves), regia di Lesley Demetriades – film TV (2019)
- Station 19 – serie TV, episodio 3x08 (2020)
- Tredici (13 Reasons Why) – serie TV, episodio 4x02 (2020)
- L.A.'s Finest – serie TV, episodio 2x11 (2020)
- Happy Hazel – serie TV, 7 episodi (2020)
- NCIS: Los Angeles – serie TV, episodi 12x09-12x10 (2021)
- Why Women Kill – serie TV, episodi 2x04-2x08 (2021)
- Days of Our Lives: Beyond Salem – serial TV, 5 episodi (2021)
- True Story with Ed & Randall – serie TV, episodio 1x01 (2022)
- Alvinnn!!! e i Chipmunks (ALVINNN!!! and the Chipmunks) – serie TV, episodi 4x37-5x11-5x15 (2020-2022)
- Il tempo della nostra vita (Days of Our Lives) – serial TV, 74 episodi (2022–2023, 2024)
- Big Sky – serie TV, episodi 3x01-3x02-3x03 (2022)
- CSI: Vegas – serie TV, episodio 2x10 (2023)
- Puppy Dog Pals – serie TV, 4 episodi (2022-2023)
- Fire Country – serie TV, 5 episodi (2023)
- Beyond Belief: Fact or Fiction – serie TV, episodio 6x01 (2023)
- 9-1-1 – serie TV, episodio 8x07 (2024)

## Riconoscimenti

### Emmy Awards
- Nomination:
  - Miglior giovane attore in una serie drammatica, per Febbre d'amore (2019)

## Doppiatori italiani
Nelle versioni in italiano delle opere in cui ha recitato, Zach Tinker è stato doppiato da:
- Davide Albano in Station 19
- Federico Talocci in Big Sky
- Federico Viola in The Quarry
- Francesco Falco in 9-1-1